# Archiearis plebeia
Archiearis plebeia là một loài bướm đêm trong họ Geometridae.